# 松林山古墳
松林山古墳（しょうりんざんこふん）は、静岡県磐田市新貝にある古墳。形状は前方後円墳。御厨古墳群（国の史跡）を構成する古墳の1つ。

## 概要
静岡県西部、天竜川東岸の磐田原台地南東縁、太田川が形成する沖積平野を望む位置に築造された大型前方後円墳である。墳丘のうち後円部は良好に遺存するが、前方部ではかつて茶畑が営まれたほか東海道新幹線の工事の際に一部が削平を受けている。1931年（昭和6年）に埋葬施設の発掘調査が実施されている。
墳形は前方後円形で、前方部を西方向に向ける。墳丘は後円部では3段築成。墳丘表面では葺石のほか、円筒埴輪（朝顔形・壺形埴輪含む）・形象埴輪（盾形・家形埴輪か）が検出されている。墳丘周囲には周濠が巡らされる。埋葬施設は竪穴式石室で、石室主軸を墳丘主軸と直交する南北方向とする。石室全長7.9メートルを測る長大な石室であり、板石の小口積みによって構築される。未盗掘の状態で発掘調査がなされており、内行花文鏡・三角縁神獣鏡などの銅鏡4面のほか、琴柱形石製品・石釧・貝釧などの装身具類、武器・武具類など多数の副葬品が検出されている。特に珍しい遺物としてはスイジガイ製の貝釧がある。
築造時期は、古墳時代前期の4世紀後半頃と推定される。静岡県ひいては東海地方における代表的な前期古墳であるとともに、未盗掘状態で発掘調査がなされたことによって前期大型古墳の副葬品の組み合わせが明らかとなった点で重要視される古墳である。なお、御厨古墳群では同時期の古墳として秋葉山古墳・稲荷山古墳があるが、松林山古墳は中央とのつながりが強い首長墓であり、秋葉山古墳・稲荷山古墳は松林山古墳とは別の在地首長墓と想定される。松林山古墳の後代首長墓としては南の高根山古墳が想定され、松林山古墳と同様に中央とのつながりが強い古墳になる。
古墳域は2001年（平成13年）に国の史跡に指定されている。

## 遺跡歴
- 1931年（昭和6年）、主体部の発掘調査（後藤守一ら、1939年に報告書刊行）[1]。
- 1954年（昭和29年）、静岡県指定史跡に指定。
- 1961年（昭和36年）、東海道新幹線建設に伴う発掘調査（静岡県教育委員会、1965年に報告書刊行）[1]。
- 1989年（平成元年）、農道拡張に伴う発掘調査（磐田市埋蔵文化財センター、1992年に報告書刊行）[1]。
- 2001年（平成13年）3月26日、国の史跡に指定（史跡「御厨古墳群」のうち）[4]。

## 墳丘

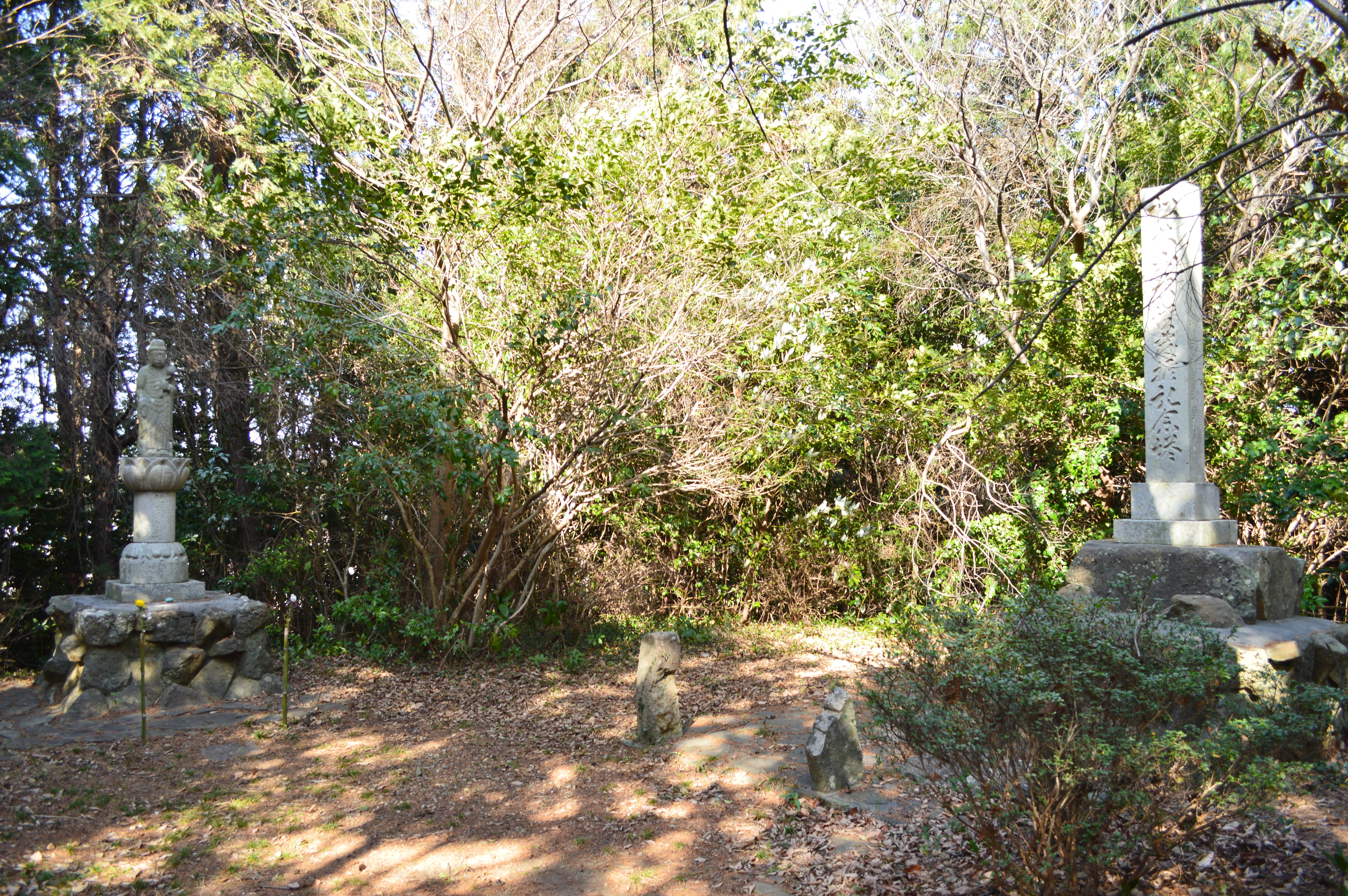
後円部墳頂

墳丘の規模は次の通り。
- 墳丘長：107メートル
- 後円部 - 3段築成。
  - 直径：66.5メートル
  - 高さ：10.6メートル

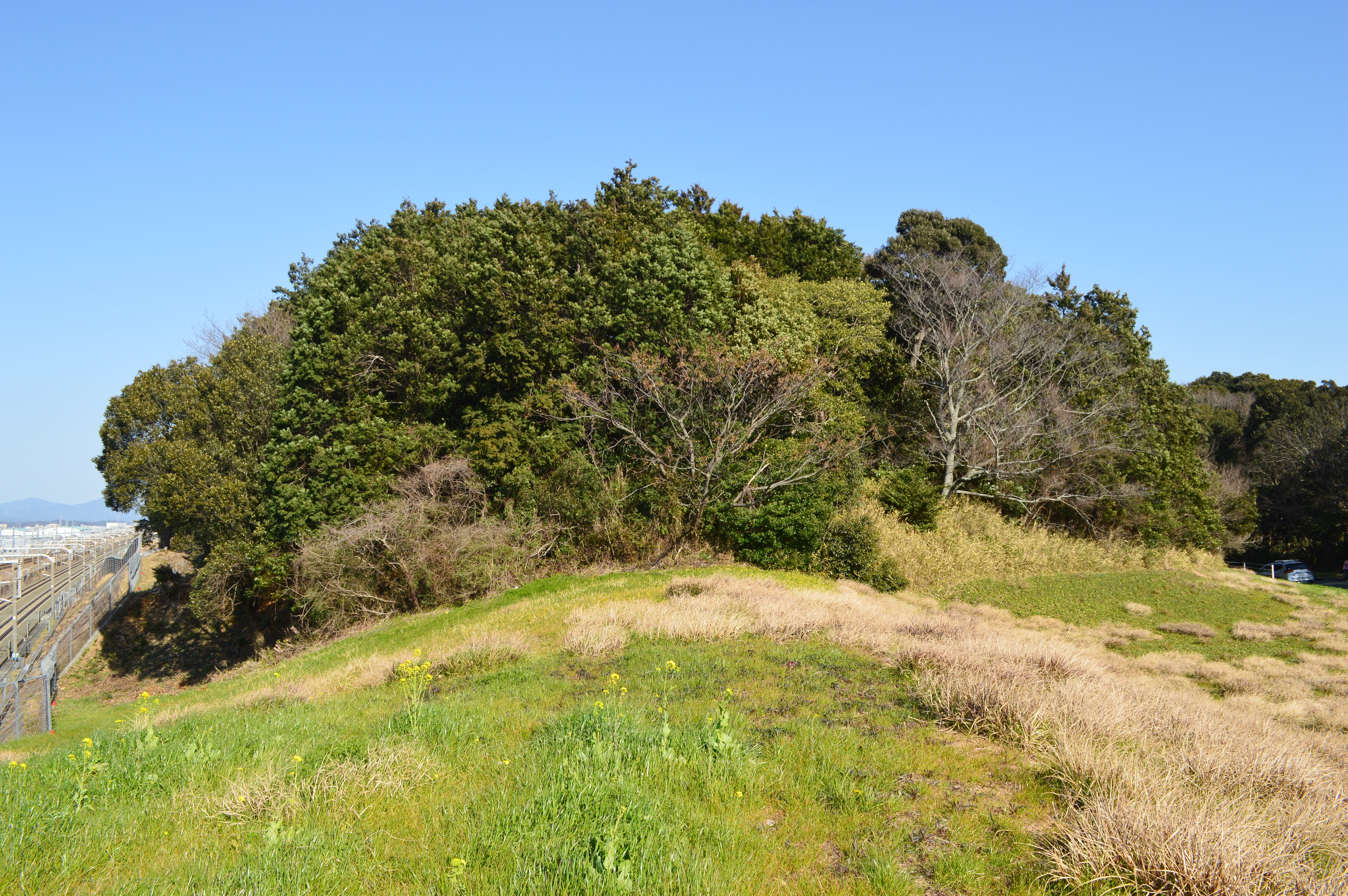
前方部から後円部を望む
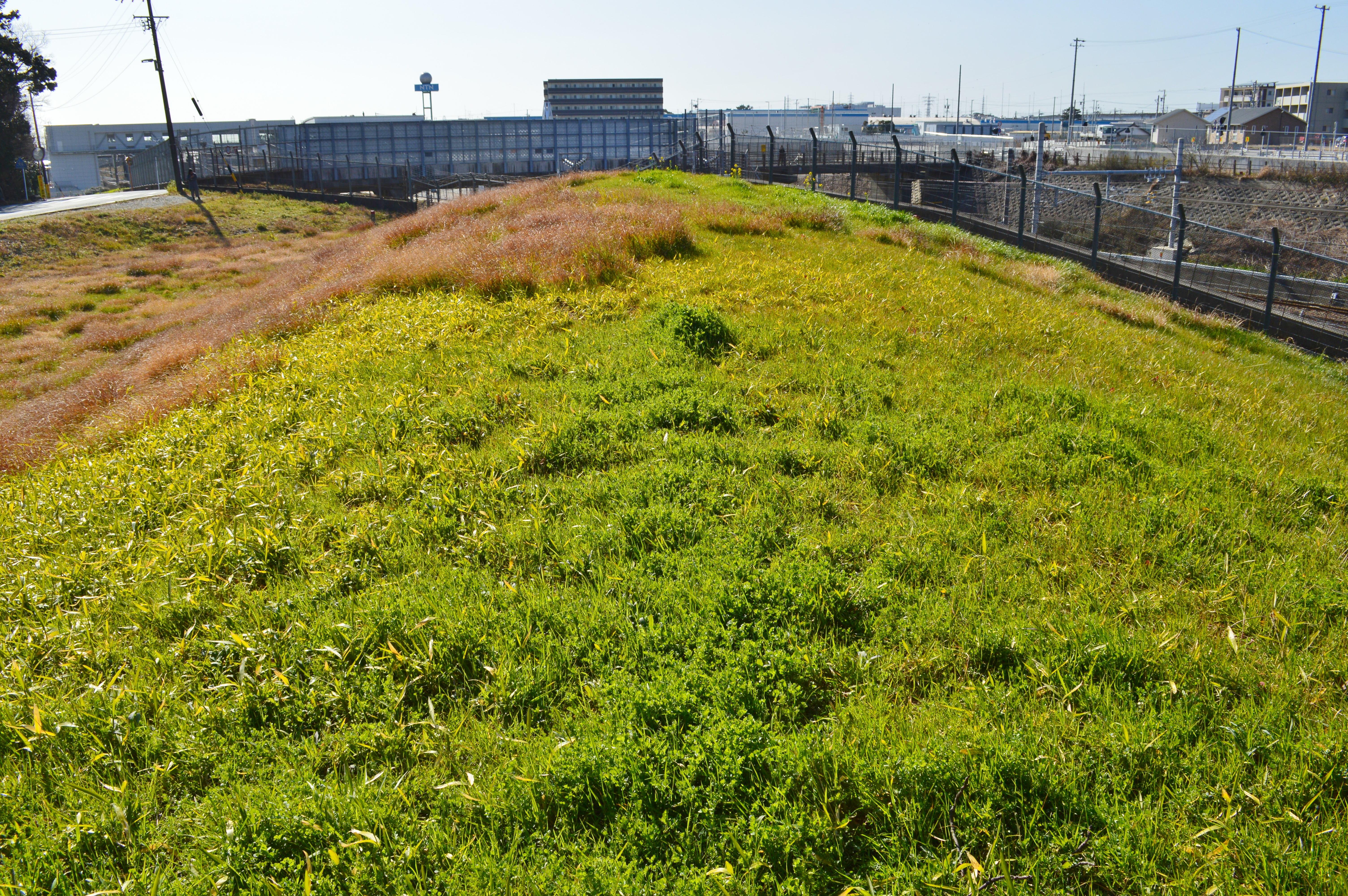
後円部から前方部を望む 前方部前方を東海道新幹線が通る。

## 出土品

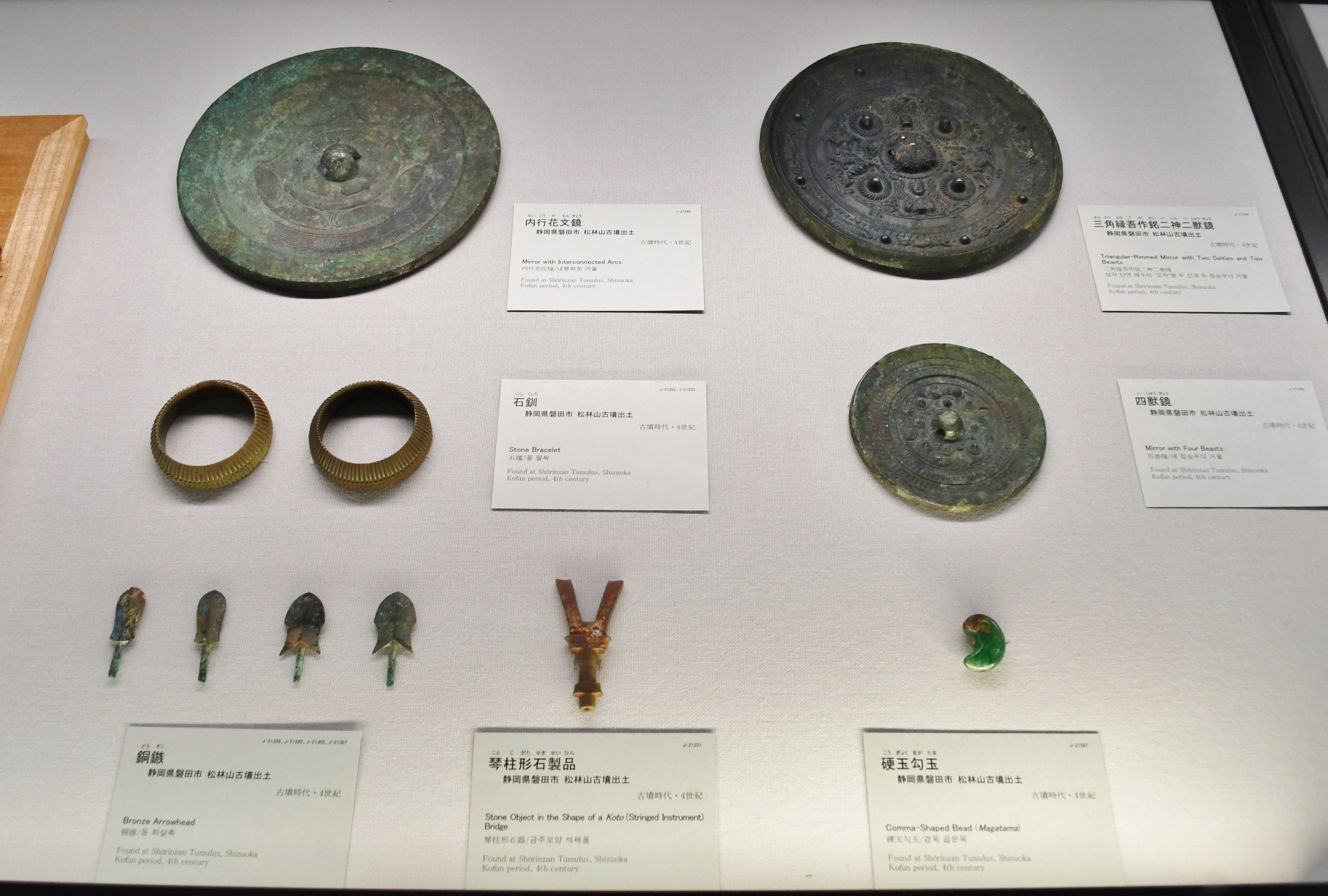
出土品東京国立博物館展示（他画像も同様）。

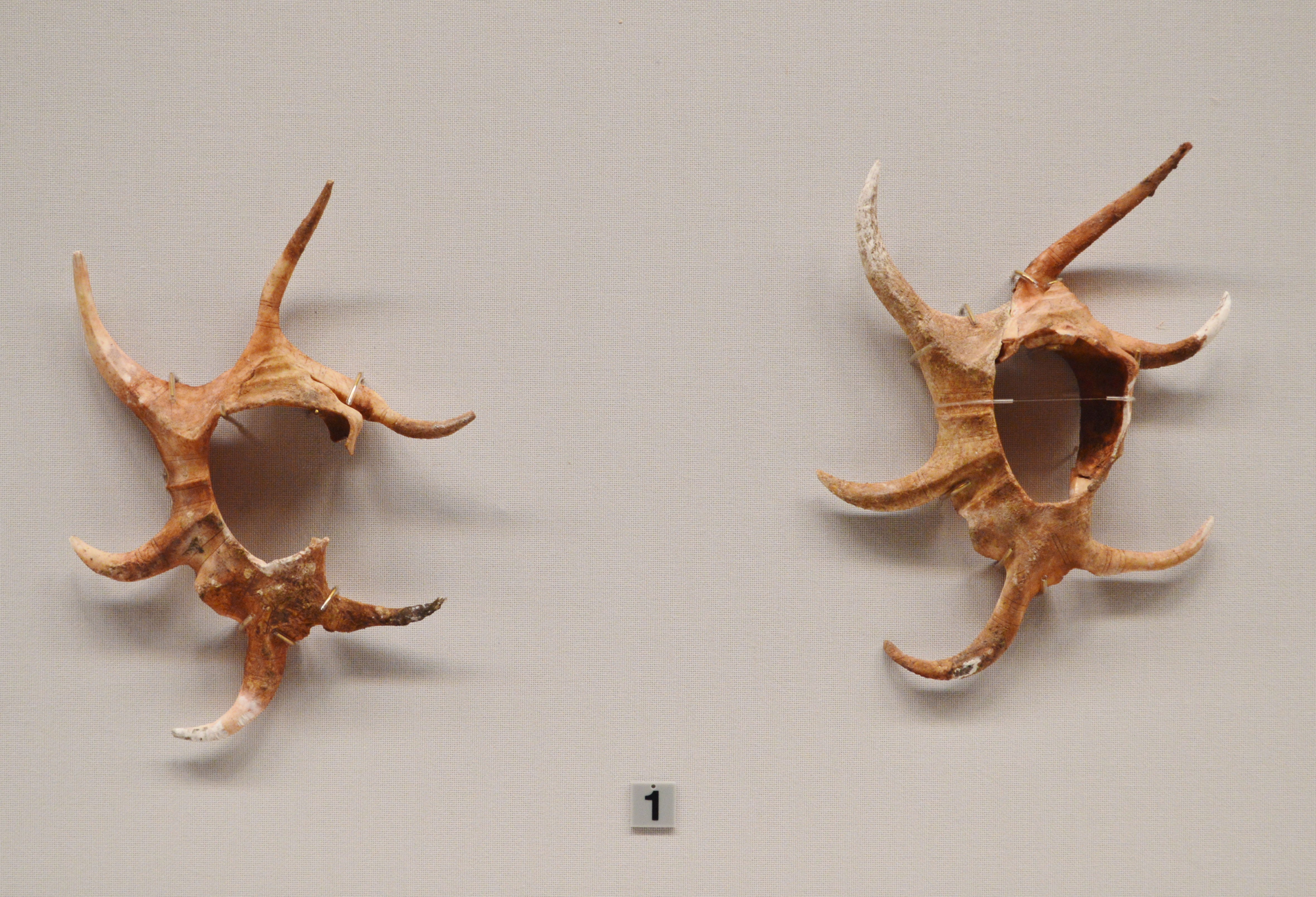
貝釧

1931年（昭和6年）の調査で竪穴式石室から出土した副葬品は次の通り。
- 銅鏡 4
  - 内行花文鏡
  - 仿製内行花文鏡 1
  - 三角縁神獣鏡 1
  - 仿製四獣鏡 1
- 装身具類
  - 碧玉製琴柱形石製品 1
  - 碧玉製石釧 2
  - スイジガイ製釧 3
  - 硬玉製勾玉
  - 碧玉製管玉
- 武器・武具類
  - 大刀
  - 剣
  - 鉾
  - 鉄鏃
  - 銅鏃
  - 長方板革綴短甲 1
- 巴形銅器 3
- 農工具類
  - 鉇
  - 鉄斧
  - 刀子
  - 鋸
  - 鏨
  - 鎌
  - 砥石

これらの副葬品は、現在では東京国立博物館（東京都台東区）で保管されている。近年の研究では、松林山古墳出土と大墓古墳（奈良県五條市）とで出土短甲の混同が判明しており、中期古墳の始まりの様相を再検討する必要が指摘される。
そのほかの出土品としては、前方部出土と伝える仿製鏡1面がある。また墳丘の発掘調査では、円筒埴輪（朝顔形・壺形埴輪含む）・形象埴輪（盾形・家形埴輪か）が検出されている。このうち壺形埴輪には巴形の透かし孔が認められる。

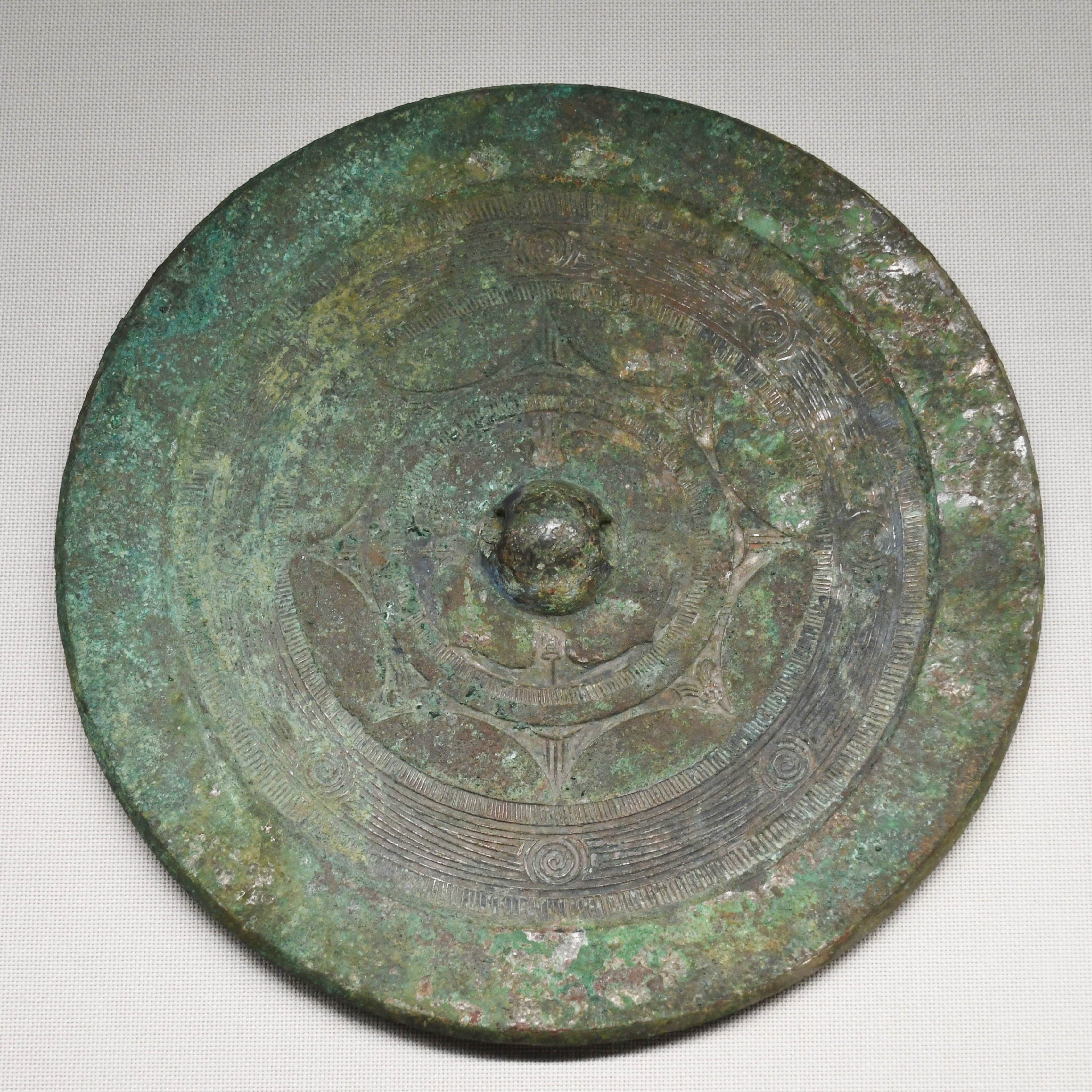
内行花文鏡
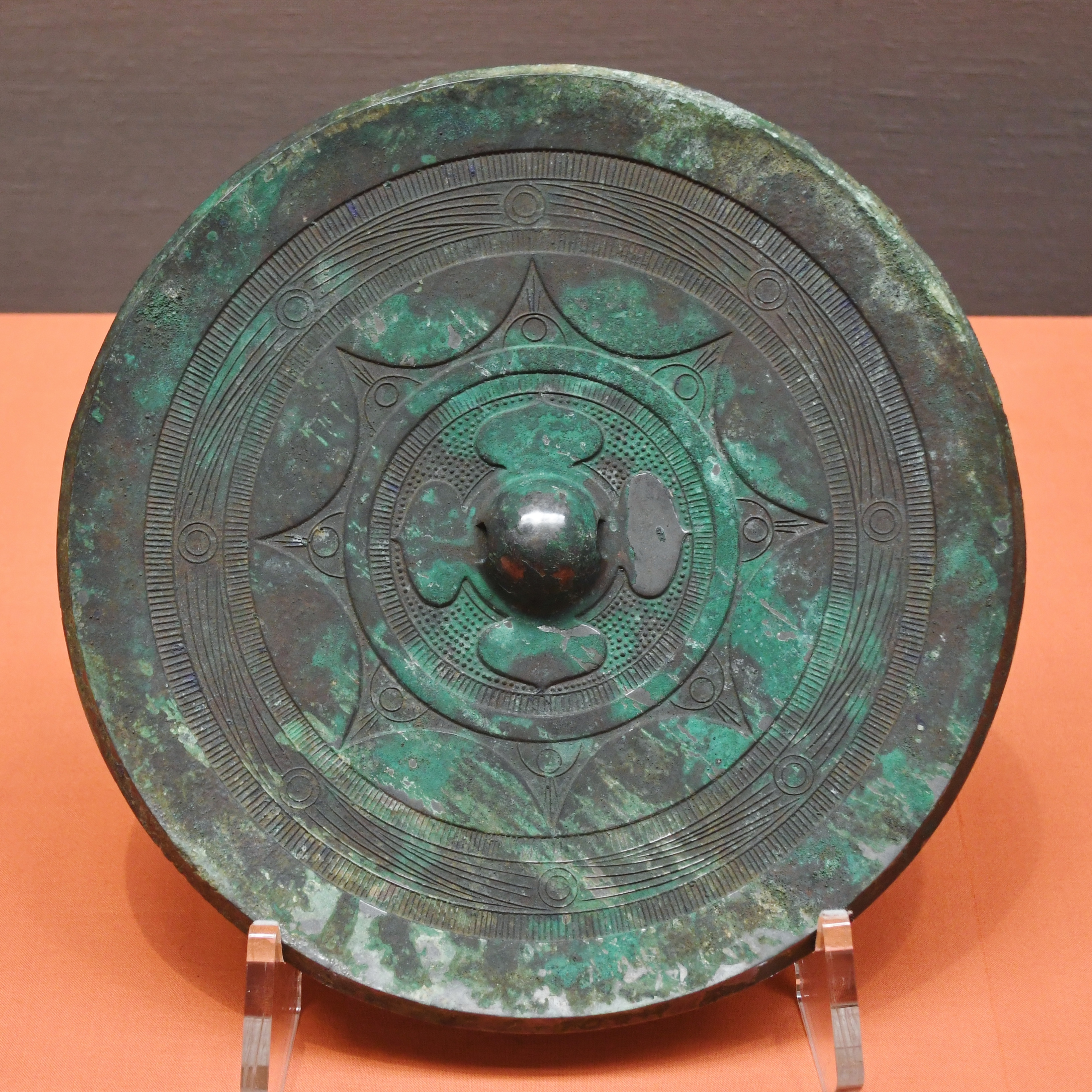
変形内行花文鏡
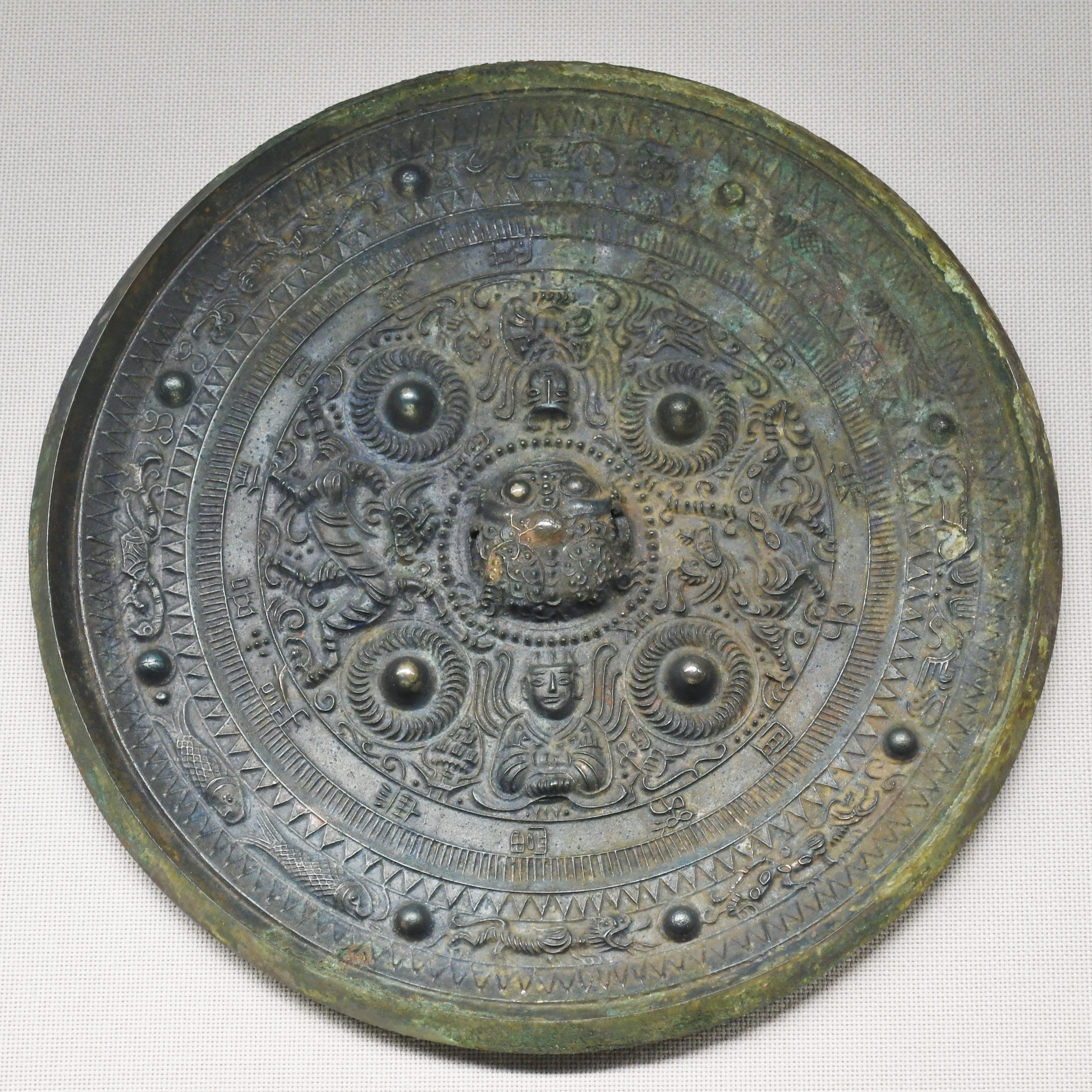
三角縁吾作銘二神二獣鏡
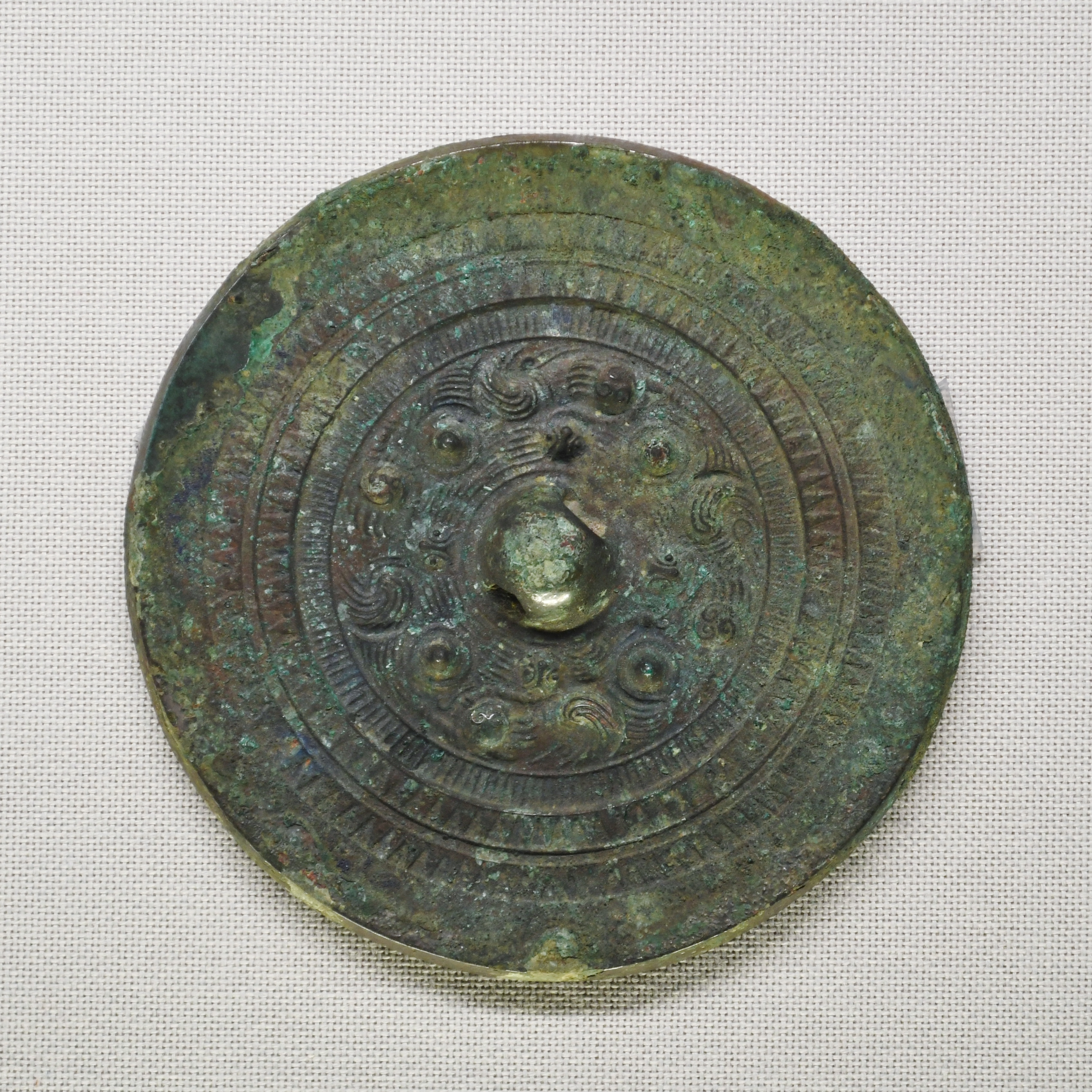
四獣鏡
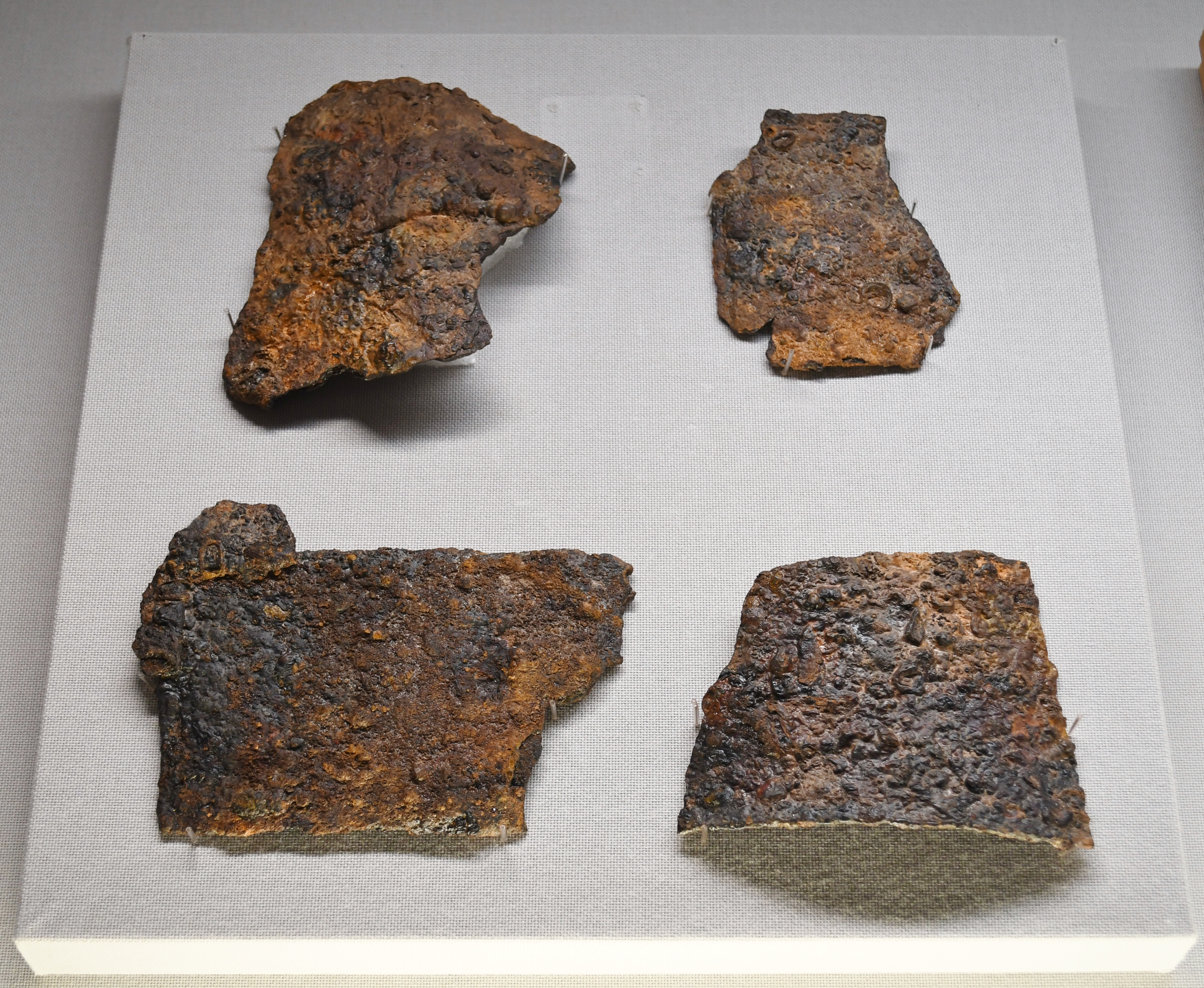
長方板革綴短甲片
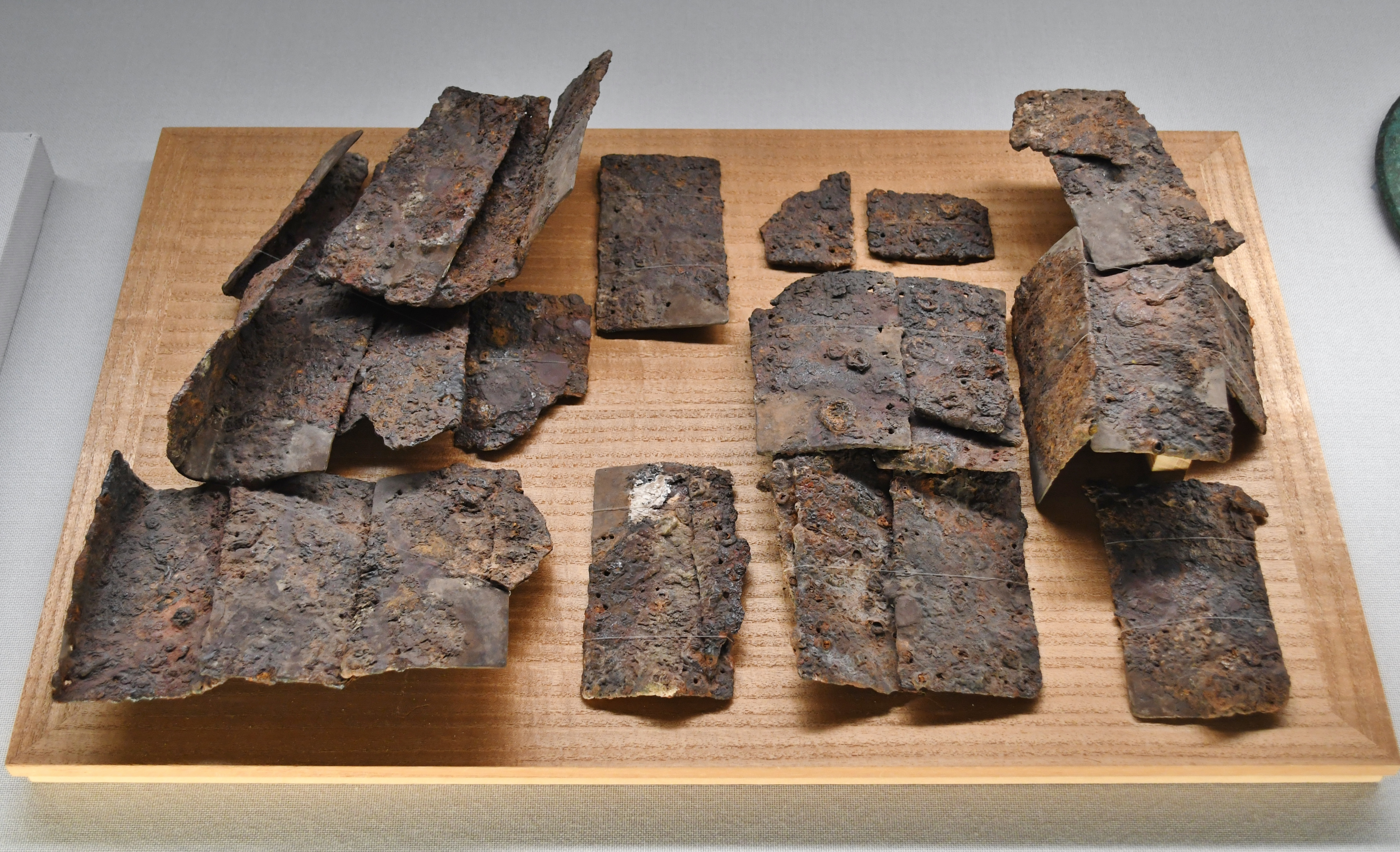
方形板革綴短甲片 大墓古墳（奈良県五條市）出土品とされてきたが、近年に松林山古墳出土品と判明。

## 関連施設
- 東京国立博物館（東京都台東区） - 松林山古墳出土品等を保管。

## 関連文献
（記事執筆に使用していない関連文献）
- 報告書
  - 『静岡県磐田郡松林山古墳発掘調査報告』静岡県磐田郡御厨村郷土教育研究会、1939年。 - リンクは奈良文化財研究所「全国遺跡報告総覧」。
    - 復刻：『静岡県磐田郡松林山古墳発掘調査報告』静岡県文化財保存協会、1975年。

  - 『静岡県文化財調査報告書 第2集』静岡県教育委員会、1963年。
  - 『静岡県文化財調査報告書 第6集 -東海道新幹線静岡県内工事に伴う埋蔵文化財発掘調査報告書-』静岡県教育委員会、1965年。
  - 『東海道幹線増設工事に伴う埋蔵文化財発掘調査報告書』日本国有鉄道、1965年。
  - 磐田市埋蔵文化財センター 編『松林山古墳発掘調査報告書 平成元年度 -市道鎌田袋井線拡幅に伴う発掘調査-』磐田市教育委員会、1992年。
- その他
  - 橋本達也「古墳時代中期甲冑の出現と中期開始論 -松林山古墳と津堂城山古墳から-」『待兼山考古学論集 -都出比呂志先生退任記念-』大阪大学考古学研究室、2005年。